# Riccieli
Riccieli Eduardo da Silva Junior, noto semplicemente come Riccieli (Resende, 17 settembre 1998), è un calciatore brasiliano, difensore del Qingdao Xihaian in prestito dal Famalicão.

## Caratteristiche tecniche
È un difensore centrale.

## Carriera
Cresciuto nel settore giovanile del Mirassol, ha esordito in prima squadra il 3 agosto 2016 disputando l'incontro di Copa Paulista vinto 1-0 contro il Marília.

## Statistiche
Statistiche aggiornate al 28 settembre 2019.

### Presenze e reti nei club
| Stagione        | Squadra         | Campionato      | Campionato | Campionato | Coppe nazionali | Coppe nazionali | Coppe nazionali | Coppe continentali | Coppe continentali | Coppe continentali | Altre coppe | Altre coppe | Altre coppe | Totale | Totale | Totale |
| Stagione        | Squadra         | Comp            | Pres       | Reti       | Comp            | Pres            | Reti            | Comp               | Pres               | Reti               | Comp        | Pres        | Reti        | Pres   | Reti   |        |
| --------------- | --------------- | --------------- | ---------- | ---------- | --------------- | --------------- | --------------- | ------------------ | ------------------ | ------------------ | ----------- | ----------- | ----------- | ------ | ------ | ------ |
| 2016            | Mirassol        | A2/SP           | 0          | 0          | CB              | 0               | 0               |                    | -                  | -                  | CP          | 3           | 0           | 3      | 0      |        |
| 2017            | Mirassol        | A1/SP           | 0          | 0          | CB              | 0               | 0               |                    | -                  | -                  | CP          | 10          | 0           | 10     | 0      |        |
| 2018            | Mirassol        | A1/SP+D         | 3+6        | 0+1        | CB              | 0               | 0               |                    | -                  | -                  | CP          | 18          | 2           | 27     | 3      |        |
| 2019            | Mirassol        | A1/SP           | 14         | 1          | CB              | 0               | 0               |                    | -                  | -                  |             | -           | -           | 14     | 1      |        |
| 2019-2020       | Famalicão       | PL              | 5          | 0          | CP+CdL          | 0               | 0               |                    | -                  | -                  |             | -           | -           | 5      | 0      |        |
| Totale carriera | Totale carriera | Totale carriera | 28         | 2          |                 | 0               | 0               |                    | -                  | -                  |             | 31          | 2           | 59     | 4      |        |